# Francesc Manfredi de Bagnacavallo
Francesc Manfredi de Bagnacavallo va ser fill de Malatestí Manfredi. Va ser senyor sobirà de Bagnacavallo (1336-1340) i senyor de Baccagnano, Montemaggiore, Cavina, Cerrone, Rontana, Pozzolo, Zattaglia, Vedreto, Collina, Pozzo, Cesate, Martignano, Solarolo i Gattaia el 1336, podestà de Castrocaro el 1338 i podestà i senyor de Castrocaro el 1339. Va morir empresonat a Faenza l'agost de 1440.